# 한국국방MICE연구원
한국국방MICE연구원은 국방안보관련 MICE 업무를 학술적, 실무적으로 지원함으로써 국가산업의 활성화를 도모하고 예산의 효율적인 집행은 물론, 이와 연관된 국가정책의 효과적인 시행에 기여함을 목적으로 2015년에 설립된 대한민국 국방부 소관의 사단법인이다. 사무실은 서울특별시 금천구 서부샛길 606 대성디폴리스지식산업센터 B동 1706호에 있다. .